# Jordan-Maß
Das Jordan-Maß ist ein mathematischer Begriff aus der Maßtheorie. Dieser geht auf Marie Ennemond Camille Jordan zurück, welcher ihn im Jahr 1890 aufbauend auf Arbeiten von Giuseppe Peano entwickelte. Mit dem Jordan-Maß kann man gewissen beschränkten Teilmengen des {\displaystyle \mathbb {R} ^{n}} einen Inhalt zuordnen und erhält einen Integralbegriff, der dem riemannschen Integralbegriff analog ist.

## Definition

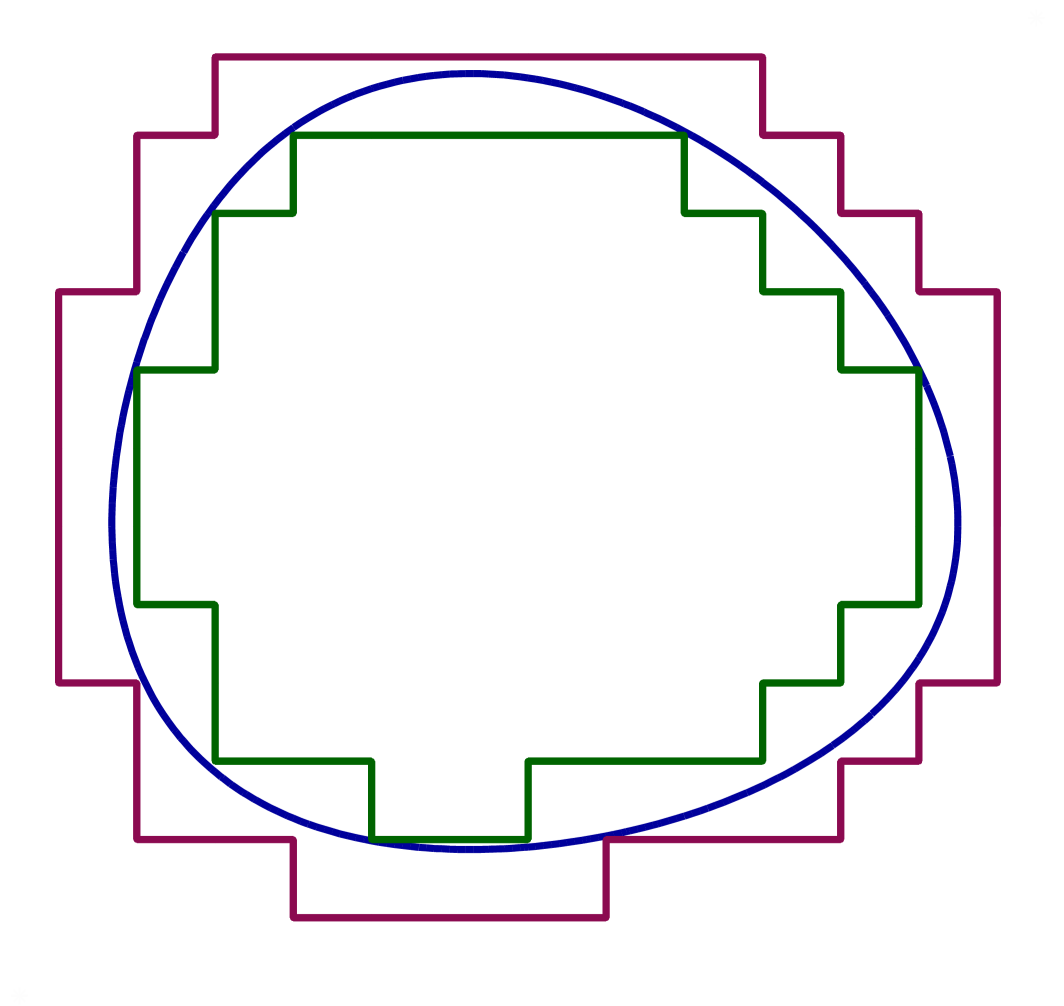
Eine Menge (mit blauem Rand) wird einmal durch Teilmengen (wie die Menge mit grünem Rand) und einmal durch Obermengen (wie die Menge mit lila Rand) aus angenähert.

Es bezeichne für {\displaystyle a=(a_{1},\ldots ,a_{n}),b=(b_{1},\ldots ,b_{n})\in \mathbb {R} ^{n}}
{\displaystyle [a,b[\;:=\prod _{i=1}^{n}\;[a_{i},b_{i}[}
das halboffene {\displaystyle n}-dimensionale Hyperrechteck und
{\displaystyle J^{n}:=\{[a,b[:a,b\in \mathbb {R} ^{n}\}}
die Menge aller solcher Hyperrechtecke. Zur Definition können alternativ auch halboffene Intervalle der Form {\displaystyle ]a,b]} verwendet werden.
Weiter sei
{\displaystyle {\mathcal {J}}^{n}:=\left\{\bigcup _{k=1}^{m}I_{k}:I_{1},\ldots ,I_{m}\in J^{n},\ {\text{paarweise disjunkt}}\right\}}
die Menge aller endlichen Vereinigungen von paarweise disjunkten Hyperrechtecken.
Es bezeichne weiter {\displaystyle \mu ^{n}} den Inhalt, der für alle {\displaystyle a,b\in \mathbb {R} ^{n}} mit {\displaystyle a_{i}\leq b_{i}} für alle {\displaystyle i=1,\dots ,n} durch
{\displaystyle \mu ^{n}\left([a,b[\right)=\prod _{j=1}^{n}(b_{j}-a_{j})}
und {\displaystyle \mu ^{n}(\emptyset ):=0} definiert ist.
Der innere Inhalt einer beschränkten Menge A sei
{\displaystyle {\underline {i^{n}}}(A):=\sup\{\mu ^{n}(M):M\in {\mathcal {J}}^{n},M\subset A\},}
ihr äußerer Inhalt sei
{\displaystyle {\overline {i^{n}}}(A):=\inf\{\mu ^{n}(N):N\in {\mathcal {J}}^{n},N\supset A\}.}
Eine Menge {\displaystyle A\subset \mathbb {R} ^{n}} heißt Jordan-messbar oder quadrierbar, wenn {\displaystyle A} beschränkt ist und {\displaystyle {\overline {i^{n}}}(A)={\underline {i^{n}}}(A)}.
Das Jordan-Maß einer Jordan-messbaren Menge {\displaystyle A} ist durch {\displaystyle i^{n}(A):={\overline {i^{n}}}(A)={\underline {i^{n}}}(A)} gegeben.
Gilt {\displaystyle {\overline {i^{n}}}(A)=0} für ein beschränktes {\displaystyle A\subset \mathbb {R} ^{n}}, so ist {\displaystyle A} Jordan-messbar und wird Jordan-Nullmenge genannt.

## Eigenschaften
1. Das Jordan-Maß ist ein Inhalt  und auch {\displaystyle \sigma }-additiv (da das Jordan-Maß einer Jordan-messbaren Menge gleich seinem Lebesgue-Maß ist und letzteres {\displaystyle \sigma }-additiv ist). Aber abzählbare Vereinigungen von Jordan-messbaren Mengen müssen nicht notwendigerweise Jordan-messbar sein (siehe auch Beispiel 2). Daher ist die Menge der Jordan-messbaren Mengen keine σ-Algebra und das Jordan-Maß im Sinne der Maßtheorie nur ein Prämaß (kein Maß).
2. Ist {\displaystyle A\subset \mathbb {R} ^{n}} Jordan-messbar, so ist {\displaystyle A} auch Lebesgue-messbar, und es gilt {\displaystyle \lambda ^{n}(A)=i^{n}(A)}. Dabei bezeichnet {\displaystyle \lambda ^{n}(A)} das Lebesgue-Maß von {\displaystyle A}.
3. Eine Menge {\displaystyle A\subset \mathbb {R} ^{n}} ist genau dann Jordan-messbar, wenn {\displaystyle A} beschränkt ist und der Rand von {\displaystyle A} eine Jordan-Nullmenge ist.
4. Eine beschränkte Menge {\displaystyle A\subset \mathbb {R} ^{n}} ist genau dann Jordan-messbar, wenn {\displaystyle \lambda ^{n}(A^{\circ })=\lambda ^{n}({\overline {A}})} ist. Dann gilt auch {\displaystyle i^{n}(A)=\lambda ^{n}(A^{\circ })=\lambda ^{n}({\overline {A}})}.
5. Eine kompakte Menge {\displaystyle A\subset \mathbb {R} ^{n}} ist genau dann eine Lebesgue-Nullmenge, wenn {\displaystyle A} eine Jordan-Nullmenge ist.

## Beispiele
1. Der Einheitskreis im {\displaystyle \mathbb {R} ^{n}} ist Jordan-messbar, da er beschränkt und sein Rand eine Jordan-Nullmenge ist.
2. Die Menge {\displaystyle A=[0,1]\cap \mathbb {Q} } ist nicht Jordan-messbar. Denn für jede Menge {\displaystyle A\supset M\in {\mathcal {J}}^{1}} gilt {\displaystyle M=\emptyset } und für jede Menge {\displaystyle A\subset N\in {\mathcal {J}}^{1}} gilt {\displaystyle [0,1]\subset N,} woraus {\displaystyle 0={\underline {i^{1}}}(A)<{\overline {i^{1}}}(A)=1} folgt. Für jedes {\displaystyle q\in A} gilt {\displaystyle \lambda ^{1}(\{q\})=i^{1}(\{q\})=0}. Aufgrund der {\displaystyle \sigma }-Additivität des Lebesgue-Maßes gilt {\displaystyle \textstyle \lambda ^{1}(A)=\sum _{q\in A}\lambda ^{1}(\{q\})=\sum _{q\in A}0=0}. {\displaystyle A} ist also Lebesgue-Nullmenge. {\displaystyle A} lässt sich als abzählbare Vereinigung der rationalen Zahlen {\displaystyle q} in {\displaystyle [0,1]} darstellen, wobei jede der Mengen {\displaystyle \{q\}} Jordan-messbar ist. Da {\displaystyle A} nicht Jordan-messbar ist, folgt, dass die Jordan-messbaren Mengen keine σ-Algebra bilden. Damit zeigt das Beispiel, dass das Jordan-Maß (auf den Jordan-messbaren-Mengen) kein Maß ist.